# Dmitry Gorshkov
Dmitry Gorshkov (Moscou, 29 de abril de 1967) é um jogador de polo aquático russo, medalhista olímpico.

## Carreira
Dmitry Gorshkov fez parte do elenco medalha de prata de Sydney 2000, e bronze em Atenas 2004.